# Castillo de Berrueco
El castillo de Berrueco es un castillo medieval que se encuentra situado en la localidad Zaragozana de Berrueco. Se puede acceder libremente.

## Descripción
Se trata de un pequeño castillo roquedo, de forma triangular de unos 120 metros cuadrados, que domina la Laguna de Gallocanta y la localidad. Posee tres torres,
una en cada uno de los vértices del triángulo. De las citadas torres solo se conservan dos de ellas. La construcción puede datarse en los siglos XIII-XIV, ya que se tienen noticias de su participación en la Guerra de los Dos Pedros,
ya que desde aquí los castellanos acecharon al cercano castillo de Tornos.

## Catalogación

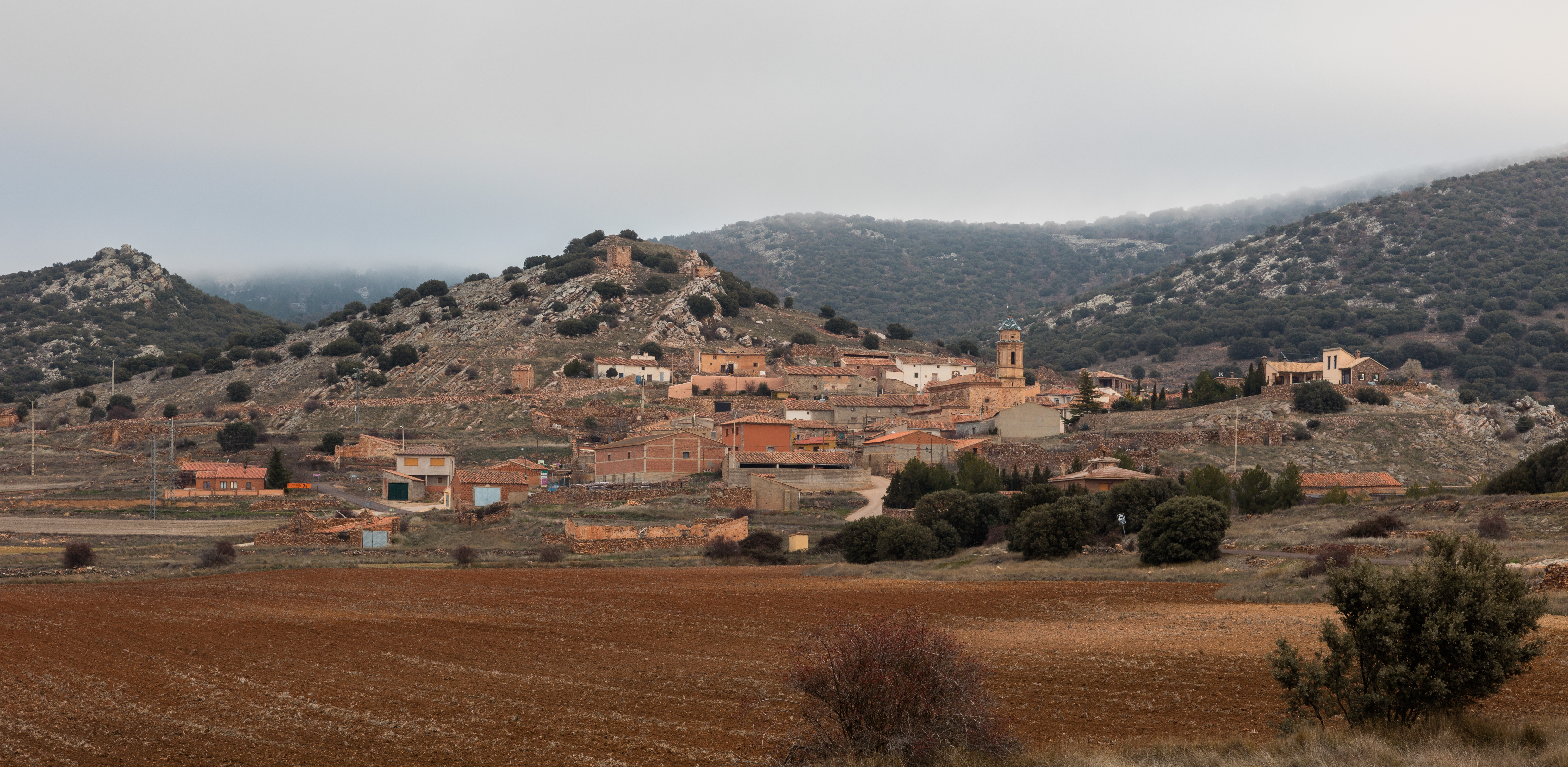
El castillo sobre un cerro dominando el Berrueco.

El Castillo de Berrueco está incluido dentro de la relación de castillos considerados Bienes de Interés Cultural, en virtud de lo dispuesto en la disposición adicional segunda de la Ley 3/1999, de 10 de marzo, del Patrimonio Cultural Aragonés. Este listado fue publicado en el Boletín Oficial de Aragón del 22 de mayo de 2006.